# Glyphandra
Glyphandra és un gènere monotípic d'arnes de la família Crambidae descrit per Ferdinand Karsch el 1900. Conté només una espècie, Glyphandra biincisalis, descrita pel mateix autor el mateix any. Es troba a Camerun, Guinea Equatorial i Togo.